# 羅伊·羅森
羅伊·羅森（英語：Rory Lawson；1981年3月12日—）是一位已經退役的蘇格蘭橄欖球運動員。他是蘇格蘭國家橄欖球隊的一員，代表蘇格蘭參加了2011年世界盃橄欖球賽。